# Johann Georg Ahle
Johann Georg Ahle (Mulhausen, Juny de 1651 – idm. 2 de desembre de 1706) fou un compositor, organista i musicòleg alemany.
Succeí al seu pare Johann Rudolph, amb el que havia après les primeres lliçons musicals, com a organista de l'església de Sant Blas, d'aquella ciutat, arribant a ser senador per la seva ciutat natal. Són dignes de menció els seus Diàlegs de primavera, estiu, tardor i hivern (Mulhausen, 1695/1701), on estableix nombroses normes d'harmonia i composició. Va compondre diverses obres literàries i poesies, que foren destruïdes en la seva major part pel gran incendi de Mulhausen de 1689. El 1680, mitjançant el pietista Georg Neumark, Leopold I el coronà com a poeta.